# Výbor národní obrany Kosova

Vlajka výboru

Výbor národní obrany Kosova (albánsky Komiteti i Mbrojte Kombetare e Kosoves) byl organizací albánských vzbouřenců, bojujících v Kosovu proti Království SHS, které území definitivně získalo po konci první světové války. Jeho aktivity byly nakonec brutálně potlačeny. Založen byl tajně ve Skopje v listopadu 1918. Jeho členy byli především kosovští Albánci; v čele stál Hoxha Kadriu původem z Prištiny. Mezi významnější členy patřili Bajram Curri a Hasan Prishtina.